# 전집합
함수해석학에서 전집합(全集合, 영어: total set)은 모든 벡터들을 선형 생성을 통하여 근사할 수 있는, 위상 벡터 공간의 부분 집합이다.

## 정의
위상체 {\displaystyle K}에 대한 위상 벡터 공간 {\displaystyle V}의 부분 집합 {\displaystyle S\subseteq V}가 다음 조건을 만족시키면, {\displaystyle V}의 전집합이라고 한다.
- 선형 생성 {\displaystyle \operatorname {Span} (S)\subseteq V}가 조밀 집합이다. 즉, 임의의 {\displaystyle v\in V} 및 영벡터의 근방 {\displaystyle U\ni 0}에 대하여, {\displaystyle a_{1}s_{1}+\cdots +a_{n}s_{n}\in v+U}인 유한 개의 벡터 {\displaystyle s_{1},\dots ,s_{n}\in S} 및 스칼라 {\displaystyle a_{1},\dots ,a_{n}\in K}가 존재한다.

## 예
모든 흡수 집합은 전집합이다. 특히, 영벡터의 근방은 항상 전집합이다.:11, Definition 1, Example (1)
복소수 바나흐 공간 {\displaystyle V={\mathcal {C}}([0,1];\mathbb {C} )}에서,
{\displaystyle S=\{x\mapsto x^{n}\colon n\in \mathbb {N} \}}
는 전집합이다 (스톤-바이어슈트라스 정리).:11, Definition 1, Example (2)
마찬가지로, 복소수 바나흐 공간 {\displaystyle V=\{f\in {\mathcal {C}}([0,1];\mathbb {C} )\colon f(0)=f(1)\}}에서,
{\displaystyle S=\{x\mapsto \exp(2n\pi ix)\colon n\in \mathbb {Z} \}}
는 전집합이다.:11, Definition 1, Example (2)

## 참고 문헌
1. 1 2 3  Bourbaki, Nicolas (2003). 《Elements of mathematics. Topological vector spaces. Chapters 1–5》 (영어) Softcover printing ofe 1 English of 1987판. Berlin: Springer. doi:10.1007/978-3-642-61715-7. ISBN 978-3-540-42338-6. Zbl 1115.46002.